# روس‌اتم
روس‌اتم (به روسی: Росатом) یک شرکت دولتی در روسیه است که در زمینه انرژی هسته‌ای فعالیت می‌کند. نیروگاه‌های هسته‌ای روسیه زیر نظر شرکت روس انرگواتم از زیرمجموعه‌های این شرکت کار می‌کنند که از نظر میزان تولید برق هسته‌ای، دومین شرکت بزرگ اروپا محسوب می‌شود.
روس‌اتم با سازمان انرژی اتمی ایران نیز همکاری دارد و در آبان ۱۳۹۳ قراردادی برای ساخت دو نیروگاه جدید در نیروگاه هسته‌ای بوشهر با همکاری صنایع آذرآب اراک امضا کرد.